# Lüneburger Erbfolgekrieg

Das Wappen des Fürstentums Lüneburg.

Der Lüneburger Erbfolgekrieg war ein 1370 ausgebrochener Konflikt um die Erbfolge im Fürstentum Lüneburg. Nachdem Wilhelm II. von Lüneburg 1369 ohne männliche Nachkommen gestorben war, erlosch das ältere Haus Lüneburg. Gemäß den welfischen Hausgesetzen wäre der Braunschweiger Herzog Magnus II. Torquatus erbberechtigt gewesen, Kaiser Karl IV. betrachtete das Reichslehen jedoch als ans Reich zurückgefallen und belehnte Albrecht von Sachsen-Wittenberg und dessen Onkel Wenzel mit dem Fürstentum, wodurch der Krieg ausgelöst wurde.
Die Stadt Lüneburg unterstützte die Wittenberger, nutzte die Gelegenheit, sich dem unmittelbaren Zugriff des Herzogs zu entziehen, und zerstörte am 1. Februar 1371 die herzogliche Burg auf dem Kalkberg. Dadurch war der Herzog gezwungen, seine Residenz nach Celle zu verlegen. Ein Versuch am 21. Oktober 1371, dem Ursulatag, Lüneburg militärisch niederzuwerfen und sich der alten herzoglichen Rechte zu versichern, schlug fehl. In den militärischen Auseinandersetzungen in den folgenden Jahren konnten weder die Braunschweiger noch die Wittenberger ihre Ansprüche durchsetzen, und erst der Frieden von Hannover 1373 beendete, zumindest vorerst, den Krieg.
Entsprechend den dort getroffenen Vereinbarungen sollten die Welfen und die Wittenberger sich in der Regentschaft abwechseln. Dieser Vertrag sollte durch die Heirat der beiden ältesten Söhne des bereits 1373 verstorbenen Magnus Torquatus, Friedrich und Bernhard I., mit den beiden Töchtern Wenzels sowie die Heirat von Magnus’ Witwe mit Albrecht von Sachsen-Wittenberg abgesichert werden. Nachdem 1385 Albrecht gestorben war, wurde Bernhard I. als Mitregent in die Regierung aufgenommen. Der jüngere Bruder von Friedrich und Bernhard, Heinrich der Milde, sah sich dadurch in seinen Rechten übergangen und führte den Krieg fort. Nach dem Tode Wenzels und der Schlacht von Winsen im Jahre 1388 stand die Herrschaft im Fürstentum nach den Bestimmungen des Vertrages von Hannover aus dem Jahr 1373 dem Welfenhaus zu. 1389 kam es zu einem Erbverbrüderungsvertrag zwischen den Welfen und den Askaniern, womit der Vertrag von 1373 aufgehoben wurde und das Fürstentum endgültig für die Welfen gesichert war.

## Der Erbfolgekrieg

### Vorgeschichte des Erbfolgekrieges
1355 verheiratete der Lüneburger Herzog Wilhelm seine Tochter Mechtild mit ihrem Vetter Ludwig, dem Thronfolger im Fürstentum Braunschweig, und ernannte diesen zu seinem Erben und Nachfolger in Lüneburg. Für den Fall, dass Ludwig vor ihm sterben würde, behielt Wilhelm sich das Recht vor einen Nachfolger aus dessen Brüdern auszuwählen. Im selben Jahr sicherte Kaiser Karl IV. jedoch den askanischen Herzögen von Wittenberg die Erbfolge des söhnelosen Wilhelm in Lüneburg in Form einer Eventualbelehnung zu. Karl IV. bestritt das weibliche Erbrecht und betrachtete das Lehen für den Todesfall Wilhelms als ans Reich zurückgefallen. Die Berufung Wilhelms auf die Herzogsurkunde des Jahres 1235, in dem die kognatische Erbfolge zugesichert worden war, führte zwar zu weiteren Verhandlungen des Herzog mit dem Kaiser, diese kamen aber zu keinem Ergebnis. Die in der älteren Forschung vertretene Annahme, Wilhelm hätte die Eventualbelehnung Albrechts von Sachsen-Wittenberg ursprünglich unterstützt, wird in der neueren Forschung als unbegründet angesehen, da es hierzu in den Urkunden keine Hinweise geben würde. Als Ludwig 1367 starb, ernannte Wilhelm dessen Bruder Magnus II. zu seinem Nachfolger und machte ihn im selben Jahr zu seinem Mitregenten. Als Wilhelm zwei Jahre später starb, bekräftigten die Wittenberger erneut ihre Ansprüche auf das Fürstentum und Kaiser Karl IV. belehnte die Herzöge Albrecht sowie dessen Onkel Rudolf, der kurz darauf starb, und Wenzel mit Lüneburg.

### Vom Tode Wilhelms bis zur Ursulanacht in Lüneburg

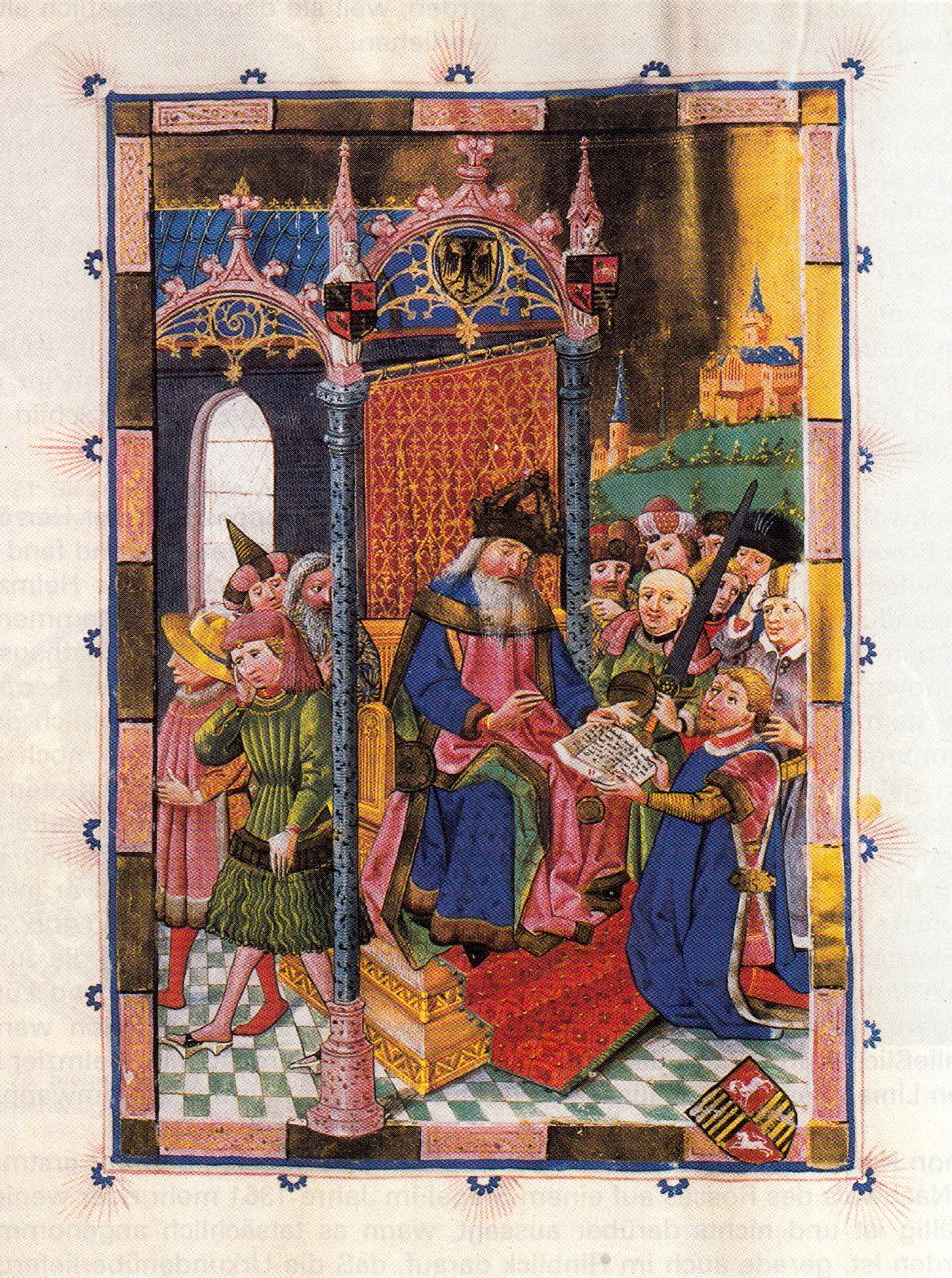
Kaiser Karl IV. belehnt Albrecht von Sachsen-Wittenberg mit dem Fürstentum Lüneburg. Darstellung aus der Lüneburger Sachsenspiegelhandschrift von 1442.

Als Wilhelm 1369 starb, befand Magnus sich gerade auf Seiten Dänemarks im Krieg gegen die hansischen Seestädte Rostock, Lübeck, Wismar und Stralsund. Da Lüneburg durch die Hansemitgliedschaft eine enge Verbindung zu diesen Städten hatte, kam es zu ersten Spannungen mit dem neuen Landesherren. Verstärkt wurden diese, als Magnus die Beschlagnahmung der Salinenrechte forderte, welche sich im Besitz seiner Kriegsgegner befanden. In den folgenden Monaten verschärfen sich die Spannungen weiter: Magnus erpresste hohe Geldzahlungen von Lüneburg, zwang die Stadt auf ihre angestammten Privilegien zu verzichten und begann damit, die Besatzung der Burg auf dem Kalkberg und die Festungsanlagen zu verstärken. Die Klosterkirche wurde hierzu teilweise abgebrochen, um freies Schussfeld auf die Stadt zu haben. Bereits im März und im Juni hatte Karl IV. Lüneburg zur Huldigung den Herzögen von Wittenberg gegenüber aufgefordert. Im Dezember wiederholte er diese Forderung nun unter Androhung schwerer Strafen. Nach Einholung eines Rechtsgutachten, welches Lüneburgs Verpflichtung zur Huldigung feststellte, kam Lüneburg im Januar 1371 der Forderung nach und leistete Albrecht von Sachsen-Wittenberg und Wenzel von Sachsen-Wittenberg den Huldigungseid. Im Gegenzug sicherten die Wittenberger Lüneburg umfassende Privilegien zu. Die Herzöge bestätigen die Gerichtshoheit, die Selbstverwaltungsrechte der Saline und die Münzhoheit. Die Stadt erhielt außerdem den Kalkberg und die Burgmannensiedlung am Fuße des Berges zu eigen sowie das Recht die herzogliche Burg auf dem Kalkberg zu schleifen. Anfang Februar 1370 gelang es den Lüneburger Bürgern, die Burg, die zu diesem Zeitpunkt noch von Magnus Soldaten besetzt war, durch eine List einzunehmen.
Auch Hannover hatte sich zwischenzeitlich zur Huldigung entschlossen, die nach einem ähnlichen Muster verlief; nach Einholung eines Rechtsgutachtens erfolgte der Huldigungseid. Die Stadt erhielt umfassende Privilegien und das Recht, die herzogliche Burg in Lauenrode zu schleifen. Neben Lüneburg und Hannover stellten sich insbesondere die Herren von Mandelsloh auf die Seite der Wittenberger Herzöge. Die Kleinstädte und Weichbilder sowie der Großteil des Lüneburger Adels hielt hingegen zu Magnus. Im Oktober gelang ihm in Celle die Zusammenstellung einer aus 700 Rittern und Knappen bestehenden Armee.
In der Ursulanacht, der Nacht vom 20. auf den 21. Oktober, erfolgte der Versuch, Lüneburg einzunehmen. Nachdem es den herzoglichen Truppen gelungen war die Stadtmauern zu überwinden, kam es in den Straßen zu Kämpfen zwischen der Lüneburger Bürgerwehr und den Männern des Herzogs. Mehrmals wurden die Kämpfe von Verhandlungspausen unterbrochen, schließlich aber bis zur Kapitulation der herzoglichen Truppen fortgeführt. In der Schlacht waren insgesamt 54 herzogliche Kämpfer und 27 Mitglieder der Bürgerwehr, darunter mehrere Bürgermeister und Sülfmeister, gefallen. Die gefangengenommenen Ritter wurden zum Teil des Raubrittertums angeklagt und hingerichtet, der Großteil gegen Lösegeld wieder freigelassen. Das zugehörige Kriegsgericht soll der Lüneburger Ratsherr Hartwig von Abbenburg als der Gerichtsvogt gehalten haben.

### Sühne von Hannover 1373
In den folgenden Jahren wurde das Lüneburger Land von zahlreichen Schlachten und Feldzügen verheert. Diese waren jedoch nur zu einem Teil in dem Erbfolgekonflikt begründet – hinzu kamen Adelsfehden und Plünderungen durch Raubritter. Involviert waren neben den Askaniern und den Welfen zunehmend auch auswärtige Städte und Fürsten als Bündnispartner. So ging Magnus ein Militärbündnis mit dem dänischen König ein. 1373 kam es auf einer eigens anberaumten Tagung in Pirna zu einem Vermittlungsversuch des Kaisers. Da Magnus jedoch nicht erschienen war, wurde lediglich die Reichsacht gegen ihn erneuert und die Kämpfe gingen weiter. 1373 wurde Herzog Magnus in einem Kampf bei Leveste am Deister am 25. Juli 1373 getötet. Nach seinem Tode kam es zwischen Wenzel und seinem Neffen Albrecht auf der einen Seite und der Witwe des Magnus II. und ihren Söhnen auf der anderen Seite zum Vergleich, zur Sühne von Hannover. Gemäß dem Vertrag sollten die Stände des Fürstentums sowohl den Welfen als auch den Askaniern huldigen und die Regierung abwechselnd von den Häusern gestellt werden: Zunächst sollte das Land ungeteilt den beiden Askaniern aus Wittenberg gehören und nach ihrem Tode auf die Söhne des gefallenen Herzogs Magnus II. übergehen. Nach deren Tod sollte die Herrschaft im Fürstentum dann wieder auf die Askanier übergehen. Um die Einigung abzusichern, heiratete 1374 Albrecht von Sachsen-Lüneburg Katharina, die Witwe von Magnus II. Die beiden noch unmündigen Söhne wurden 1386 ebenfalls mit Mitgliedern des askanischen Hauses vermählt. Friedrich von Braunschweig-Lüneburg ehelichte Anna von Sachsen-Wittenberg, Bernhard von Braunschweig-Lüneburg heiratete Margarete von Sachsen, beides waren Töchter von Wenzel. Der Vertrag sah zudem die Bildung eines ständisch besetzten Gremiums vor, welches den Vertrag überwachen sollte.

### Der Tod Wenzels und der Verzicht des Askanier auf das Fürstentum Lüneburg

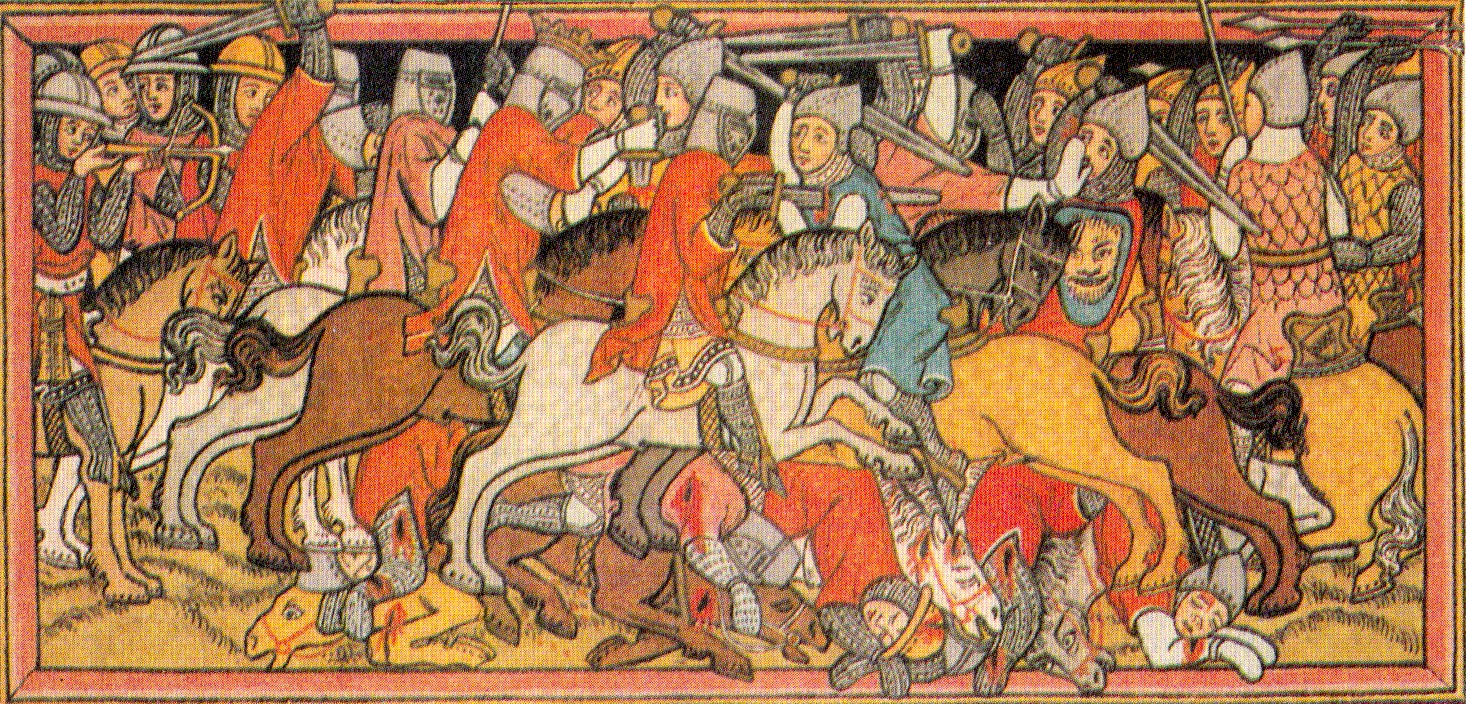
Durch den Sieg in der Schlacht auf dem Strietfield 1388 in Winsen sicherte Herzog Heinrich I. das Fürstentum Lüneburg dem Welfenhaus.

Die Adelsfehden und Plünderungen durch Raubritter setzten sich auch in den Folgejahren fort. 1385 kam zu einer Belagerung der Burg Ricklingen, wo sich die Herren von Mandelsloh aufhielten. Als eine Steinschleuder einen schweren Brocken auf die Truppe Herzog Albrechts warf, wurde dieser davon getroffen, was seinen Tod am 28. Juni 1385 zur Folge hatte. In Folge des Todes Albrechts ernannte Kurfürst Wenzel seinen Schwiegersohn Bernhard zum Mitregenten und beteiligte ihn an der Regierung. Doch dessen jüngerer Bruder Heinrich I. war mit dieser Regelung nicht einverstanden, und nach vergeblichen Einigungsversuchen flackerte der Kampf im Frühjahr 1388 erneut auf. Kurfürst Wenzel musste allein in Abwesenheit Bernhards ein Heer zusammenstellen, wobei er von der Stadt Lüneburg unterstützt wurde. Von Winsen an der Aller aus wollte er Celle, das von Heinrich und seiner Mutter gehalten wurde, angreifen. Bei den Vorbereitungen erkrankte Kurfürst Wenzel jedoch schwer und starb kurz darauf. Der Legende nach wurde er vergiftet. Lüneburg setzte die Vorbereitungen fort, verbündete sich mit dem Bischof von Minden und den Grafen von Schaumburg und stellte ein eigenes Heer auf. Am 28. Mai 1388 kam es in Winsen an der Aller zur Schlacht, die mit dem Sieg Heinrichs I. endete.
Gemäß den Bestimmungen des Vertrages von Hannover aus dem Jahr 1373 stand die Herrschaft nach dem Tode Wenzels nun dem Welfenhaus zu. 1389 kam es dann zu einem Erbverbrüderungsvertrag zwischen den Welfen und den Askaniern, womit der Vertrag von 1374 aufgehoben wurde und das Fürstentum endgültig den Welfen gesichert war.

### Nachwirkungen des Erbfolgekrieges
Die Welfen hatten das Fürstentum Lüneburg zwar für ihr Haus gesichert, waren allerdings hoch verschuldet und hatten einen Großteil der herzoglichen Ämter und Schlösser verpfändet. Durch die Schleifung der Burg auf dem Kalkberg und die Sicherung umfangreicher Privilegien sicherte sich Lüneburg seine Unabhängigkeit dem Herzog gegenüber und erreichte in den folgenden Jahrhunderten einen beinahe reichsunmittelbaren Status. Die Verschuldung führte außerdem zum Abschluss der Lüneburger Sate, eines Vertragswerkes, in dem die Herzöge den Ständen umfassende Privilegien zusicherten und sich einer ständischen Gerichtsbarkeit unterwarfen.